# Dávid Nagy
Dávid Nagy (Budapeste, 14 de julho de 1999) é um esgrimista húngaro, campeão olímpico.

## Carreira
No Campeonato Europeu de Cadetes de 2016 em Novi Sad, conquistou a medalha de ouro como integrante da equipe de duelo. Nos Jogos Europeus de 2023, conquistou a medalha de ouro como integrante da equipe masculina, o que também significou o título de campeão europeu.
Nos Jogos Olímpicos de Verão de 2024, em Paris, conquistou a medalha de ouro na disputa de espada por equipes ao lado de Máté Tamás Koch, Tibor Andrásfi e Gergely Siklósi.